# Néhou
Néhou é uma comuna francesa na região administrativa da Normandia, no departamento Mancha. Estende-se por uma área de 15,82 km². Em 2010 a comuna tinha 624 habitantes (densidade: 39,4 hab./km²).